# کیزیل‌پینار (بسنی)
کیزیل‌پینار (به ترکی استانبولی: Kızılpınar) یک منطقهٔ مسکونی در ترکیه است که در بسنی واقع شده‌است.